# Dirty Mind (album)
Dirty Mind is het derde album van de Amerikaanse popartiest Prince en werd uitgebracht in 1980.

## Algemeen
Het album was een grote stijlverandering in vergelijking met Prince' vorige twee albums. Op muzikaal gebied is er een mengeling te horen van hoekige ongepolijste funk en new wave, gedomineerd door een hoekige Telecastergitaar, een tot dan toe ongebruikte combinatie. Het nummer When You Were Mine wordt daarentegen juist beschouwd als het eerste klassieke rocknummer van Prince.
Tekstueel gezien was Dirty Mind zeer controversieel voor die tijd. Thema's zoals orale seks (Head), prostitutie (Dirty Mind), incest (Sister) en vrije seks (Uptown) werden zonder taboes behandeld. Het album is het meest seksueel georiënteerde album van Prince.
Het album werd en wordt op handen gedragen door de critici, ook al kwam er wel veel kritiek op Prince zijn ongenuanceerde kijk op seks. Dirty Mind deed het commercieel gezien minder dan de voorganger Prince. Toch behaalde het nog nummer 45 op de Billboard 200-albumlijst, ondanks dat het album werd geboycot op de Amerikaanse radio en dat veel platenverkopers, vanwege een bijna naakte Prince op de hoes, weigerde het album ten toon te spreiden.

## Nummers
| 1. | Dirty Mind               | 4:16 |
| 2. | When You Were Mine       | 3:47 |
| 3. | Do It All Night          | 3:42 |
| 4. | Gotta Broken Heart Again | 2:16 |
|    |                          |      |
| 5. | Uptown                   | 5:32 |
| 6. | Head                     | 4:44 |
| 7. | Sister                   | 1:31 |
| 8. | Partyup                  | 4:24 |

## Singles
Er zijn drie singles getrokken van het album: Uptown (10 september 1980, alleen in de VS), Dirty Mind (26 november, alleen in de VS) en Do It All Night (alleen in het Verenigd Koninkrijk). Er staan op de B-kanten van deze singles geen nog niet eerder uitgebrachte nummers.
In mei 1981 werd het in het Verenigd Koninkrijk de Dirty Mind-outtake Gotta Stop (Messin' About) uitgebracht op single. Dit diende ter promotie van het concert dat hij op 2 juni dat jaar in Londen zou geven. Het nummer werd later dat jaar ook als B-kant van de maxisingle van het Controversy-nummer Let's Work uitgebracht.
Geen enkele single wist de Billboard Hot 100 te halen, maar Uptown haalde wel de vijfde positie op de Amerikaanse R&B-hitlijst.

## Ontstaan
De manier en het tijdstip waarop Prince de nummers opnam, verschilden geheel van zijn voorgaande werken. In tegenstelling tot het van tevoren bedenken en het op voorhand bekende tijdstippen opnemen van het materiaal, gooide hij het met Dirty Mind over een andere boeg. Alle nummers zijn in zijn thuisstudio bedacht en opgenomen, op tijden die Prince het beste uitkwamen. Dit concept beviel Prince erg goed en is dan ook vanaf dit moment de manier waarop hij te werk gaat.
De set demo's die hij aan Warner Bros. gaf, zodat zij een indruk konden krijgen van zijn vorderingen, viel goed in de smaak bij de platenbonzen. Besloten werd om de demo's niet opnieuw op te nemen en uiteindelijk werden de nummers op beperkte schaal geremixt. Ook werd de vrij korte speeltijd van een half uur behouden.

## Instrumentatie, zang en composities
Dirty Mind is, zoals veel werken van Prince, door hemzelf gecomponeerd, met uitzondering van de titeltrack die hij samen schreef met Dr. Fink.
Hij speelt ook vrijwel alle instrumenten zelf en zingt vrijwel alle zangpartijen zelf in. Uitzonderingen hierop zijn de titeltrack, waarop Dr. Fink synthesizer speelt, en Head, waarop Dr. Fink eveneens synthesizer speelt en waarop Lisa Coleman samen met Prince de vocalen verzorgt.
André Cymone beweerde dat Prince de baslijn van Uptown van hem had overgenomen en er is een groep mensen die menen dat Morris Day van Prince' satellietgroep The Time het nummer Partyup heeft geschreven in ruil om zanger te worden van The Time. Beide claims zijn echter nooit officieel bevestigd.

## Diversen
De Amerikaanse artieste Cyndi Lauper bracht een cover uit van het nummer When You Were Mine op haar succesvolle album She's So Unusual uit 1983.